# Комашко Василь Олександрович
Василь Олександрович Комашко (1855 — 18 березня 1918, Київ) — художник, вчитель чистописання і малювання, статський радник.

## Біографія
Народився в 1855 році. Закінчив Петербурзьку академію мистецтв зі званням класного художника 3-го ступеня.
15 вересня 1901 року поступив на службу в Глухівську чоловічу гімназію на посаду вчителя чистописання і малювання, а також вів уроки в підготовчому класі. В цей час викладав чистописання і малювання в Глухівській жіночій гімназії.
Пізніше викладав малювання в Київському реальному училищі. Малював пейзажі, портрети.
Нагороджений орденом Святої Анни 3-го ступеня.
Помер 16 (29) березня 1918 року. Похований в Києві на Лук'янівському цвинтарі (ділянка № 20).